# Yacouba Konaté
Yacouba Konaté (Katiola, 4 mei 1953) is een Ivoriaans kunstcriticus, conservator, schrijver en hoogleraar in filosofie aan de universiteit van Cocody in Abidjan.

## Levensloop
Konaté studeerde af aan de universiteit van Cocody. Vervolgens deed hij zijn promotieonderzoek over de "Frankfurter Schule" bij Marc Jimenez aan de Universiteit Parijs 1 Panthéon-Sorbonne.
In 2000 werd hij directeur van het nationale instituut voor kunst en cultuur en directeur van het nationale kabinet op het gebied van cultuur en francofonie. In 2004 en 2006 was hij een van de conservatoren voor de zesde biënnale van Dakar (Dak'Art). Sinds 2008 is hij internationaal voorzitter van de Internationale Vereniging van Kunstcritici (AICA).
Hij was als hoogleraar verbonden aan verschillende academische instellingen, waaronder als Fulbright Professor in 1998 aan de Stanford-universiteit, aan de École des hautes études en sciences sociales in Frankrijk tussen 2004 en 2008, aan de Université Laval in Quebec in 2007 en als Carter Fellow aan de universiteit van Florida in 2007.
Konaté is lid van de Académie des Arts, des Sciences et des Cultures d’Afrique et des Diasporas in Abidjan. Verder staat hij aan het hoofd van het Afrikaanse kantoor van het Jean Paul Blachère’s-fonds en van het INSAAC, een instituut voor hoger onderwijs in kunst en cultuur.

## Exposities
- 1998: Africa Africa: Vibrant New Art from a Dynamic Continent, Tobu Museum of Art, Tokio
- 1999 en 2000: South Meets West, Accra en Bern
- 2000: Afrique à jour, Rijsel
- 2001: Abidjan International Exhibition of Visual Arts, Abidjan
- 2001: Willie Bester Exhibition, Brussel
- 2001: Foire Internationale Africaine Des Arts Plastiques (FIAAP), Abidjan
- 2007: AfriqueEurope: Reves croises, Ateliers des Tanneurs, Brussel
- 2010-2011: Africa, Assume Art Position!, Primo Marella Gallery, Milaan

## Publicaties
- 1987: Alpha Blondy: reggae et société en Afrique noire, CEDA, ISBN 2-86394-134-8
- 1990: Sacrifices dans la ville. Le citadin chez le devin, Editions Douga, Abidjan, ASIN B004V7RMJK
- 1991: Cote D'Ivoire Contrastes, Hardcover, Publisher: Edipress; ASIN: B000BNKT6Q
- 1993: Christian Lattier, Le sculpteur aux mains nues, Edition Sépia, ISBN 2-907888-23-4
- 2009: La Biennale de Dakar. Pour une esthétique de la création africaine contemporaine. Tête à tête avec Adorno, L'Harmattan, Parijs, ISBN 978-2-296-09645-5

- Bibliothèque nationale de France: cb12057383h (data)
- Gemeinsame Normdatei: 138171343
- International Standard Name Identifier: 0000 0000 8180 5302
- Library of Congress Control Number: n87118148
- Nederlandse Thesaurus van Auteursnamen: 115210768
- Istituto Centrale per il Catalogo Unico: MODV073022
- Système universitaire de documentation: 02881584X
- Virtual International Authority File: 112937936
- WorldCat: E39PBJvMCPbB8MRbvfdttcwKVC